# Kamienica Jana Alfonsa Jasińskiego w Warszawie
Kamienica Jana Alfonsa Jasińskiego – zabytkowa kamienica znajdująca się przy ul. Nowy Świat 25 w Warszawie.

## Opis
Na miejscu tej posesji w 1784 roku stał drewniany dworek Jana Dietrycha (Dytrycha). W 1819 roku dom należał do Marianny Kleinowej, ale już w 1822 roku wybudowano tu reprezentacyjną, późnoklasycystyczną, trzyosiową kamienicę dla bogatego kupca warszawskiego Jana Adolfa Jasińskiego, według projektu Karola Gallego. W drugiej połowie XIX wieku znajdowała się tu księgarnia Leopolda Szyllera.
Przed 1923 roku budynek ten – wraz z sąsiednią kamienicą (Nowy Świat 23) – przeszedł na własność Instytutu Wydawniczego „Biblioteka Polska” (założonego przez Władysława Augusta Kościelskiego) i odtąd losy obu posesji są splątane. Budynek nadbudowano o jedno piętro na mieszkanie dla właściciela. Projekt nadbudowy był autorstwa Juliusza Nagórskiego. 
Już w 1926 roku budynek należał do Lucjany Gawrońskiej-Frascati, która nadbudowała kolejne piętro. Po 1929 roku na zapleczu kamienicy (oraz sąsiedniej nr 25) zbudowano ogromny budynek pasażu „Italia”, a wnętrza księgarni zmieniono w kawiarnię o tej samej nazwie. W czasie wojny funkcjonowało tu kino „Studio”, a pod nim dansing „Bodega”.
Pod koniec II wojny światowej oba budynki zostały zniszczone. Kamienica została odbudowana w XIX-wiecznej, dwupiętrowej formie (nie odbudowano dwóch nadbudowanych w XX wieku pięter) w 1951 roku według projektu pracowni ZOR pod kierunkiem Kazimierza Thora. Kamienica, połączona z sąsiednim domem (nr 23) nie ma własnego wejścia, poza wejściem do kawiarni.
W 1965 roku kamienica została wpisana do rejestru zabytków.
Na ścianie budynku umieszczono tablicę upamiętniającą fakt, że Julian Tuwim mieszkał w tym domu w latach 1951–1953